# Río Negro (fleuve argentin)
Pour les articles homonymes, voir Río Negro.

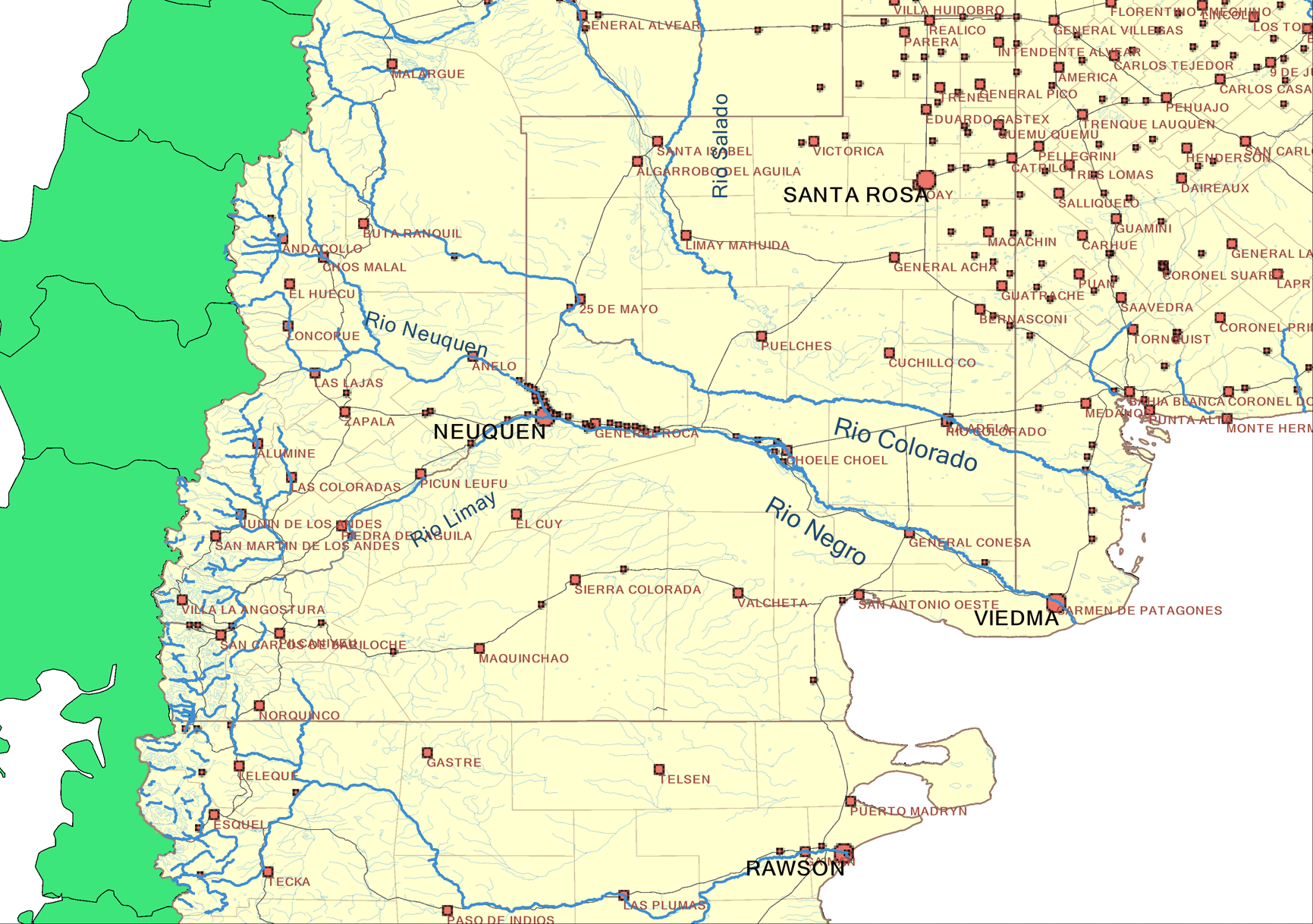
Carte de la Patagonie argentine septentrionale, des cours d'eau principaux et des localités les plus importantes.

Le fleuve río Negro est le cours d'eau le plus important de la province argentine de Río Negro et de la Patagonie argentine. Il est par son débit le troisième fleuve argentin, après le Paraná et l'Uruguay.

## Description du cours
Il nait de l'intersection des deux importants cours d'eau, le río Limay et le río Neuquén, à la frontière entre les provinces de Río Negro et de Neuquén. Puis il coule en direction est-sud-est pour atteindre l'océan Atlantique près de la cité balnéaire d'El Cóndor, 30 kilomètres après avoir baigné la capitale de la province, Viedma.
Tout au long de son parcours, il forme une vallée fertile, où on se livre avant tout à la culture fruitière. La région est grande productrice de pommes, poires, raisins, tomates et autres fruits et produits de l'horticulture. C'est ainsi que la vallée produit 70 % des pommes et des poires du pays.
Le fleuve a longtemps servi de frontière entre l'argentine civilisée et le territoire contrôlé par les Indiens insoumis (appelés Indios Bravos), et là commencèrent les atroces opérations militaires de ce qu'on a appelé la conquête du désert, à la fin du XIXe siècle.

## La haute vallée du río Negro
La haute vallée du río Negro ne décrit pas son parcours andin, puisque celui-ci est décrit dans les rubriques concernant les ríos Limay et Neuquén. On appelle Alto Valle del Río Negro (haute vallée du río Negro), ou simplement Alto Valle (haute vallée), la partie supérieure de la vallée dans laquelle coule le fleuve, des deux côtés de ce dernier (rives nord et sud), à la limite nord de la Patagonie argentine.
Cette portion de vallée commence au confluent des deux rivières río Limay et río Neuquén, où le río Negro débute, au voisinage de la ville de Neuquén, et se termine à Chichinales.
La haute vallée est une région de fructiculture intensive productrice de fruits à 
pépins (poires, pommes) et raisins. Elle abrite les villes de Cipolletti, General Roca, Villa Regina et d'autres moins importantes.
La haute vallée est en relation étroite avec la ville de Neuquén et les secteurs inférieurs des vallées des ríos Neuquén et Limay, qui ont elles aussi de vastes zones de culture fruitière en plein développement. L'ensemble de ces régions s'appelle le Comahue.
Ensemble, vivent dans cette région environ sept cent mille personnes.

## Les débits
Son débit moyen a été estimé à 1 014 m3/s, ce qui est supérieur au débit de la Loire à son embouchure, ou encore, supérieur à plus de trois fois le débit de la Seine à Paris.

### Les débits à Primera Angostura
Le débit du río Negro a été observé pendant 55 ans (1926-1980) à Primera Angostura, localité de la province de Río Negro située à quelque 224 kilomètres avant son embouchure dans l'océan Atlantique. 
À Primera Angostura, le débit annuel moyen ou module observé sur cette période était de 870 m3/s pour un bassin versant de 95 000 km2.
La lame d'eau écoulée dans cette portion, de loin la plus arrosée du bassin versant du fleuve atteint ainsi le chiffre de 289 millimètres  par an.

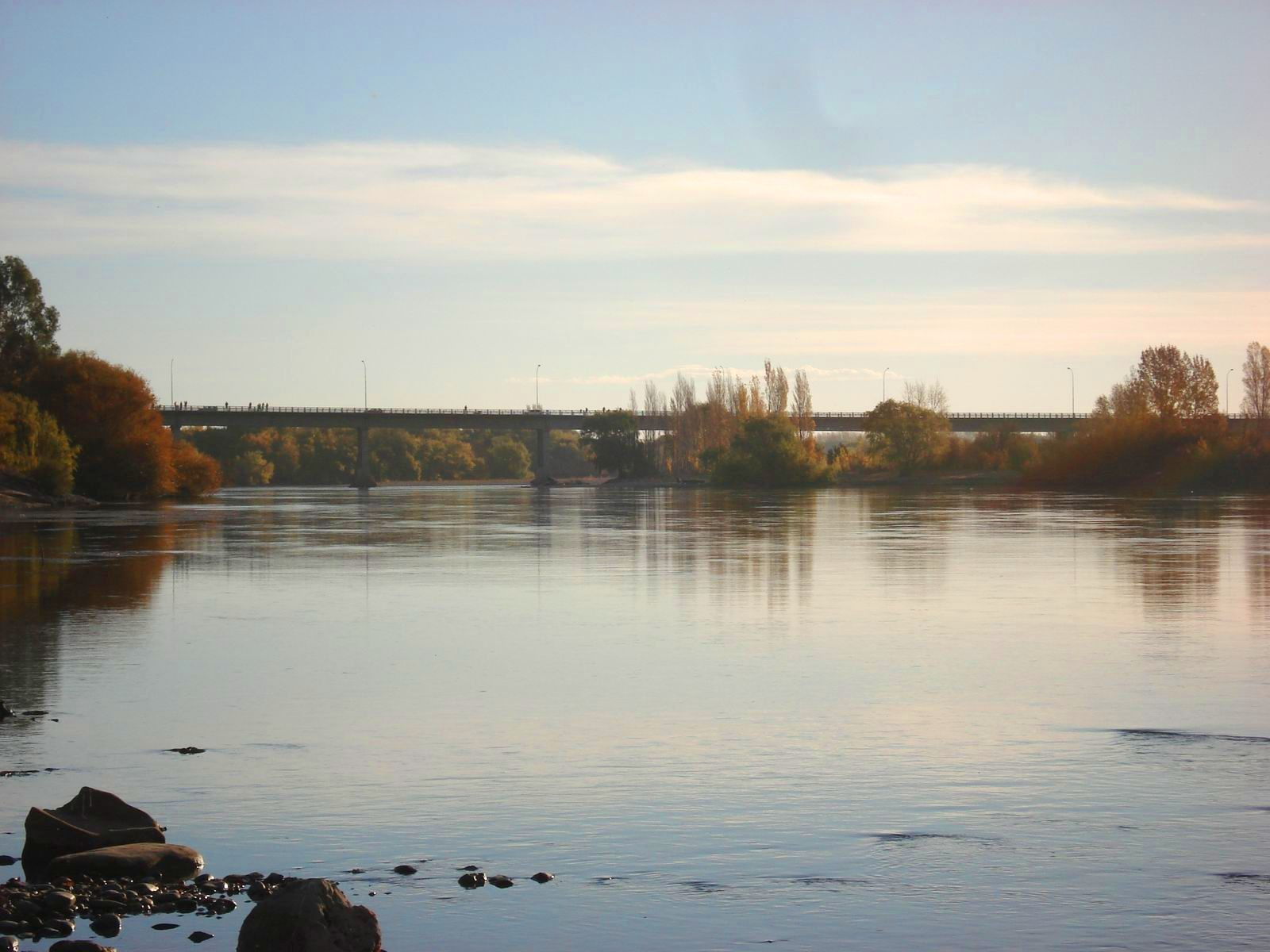
Le río Negro près de la ville de General Roca.